# Syndicat national des joueurs de rugby
Le Syndicat national des joueurs de rugby, appelé Provale, est le syndicat des joueurs de rugby professionnels français. Il a été fondé en 1998 et son siège se trouve à Toulouse. Il est présidé par Malik Hamadache depuis 2024.

## Historique
Depuis la création de la Ligue nationale de rugby en 1998, la France compte un nouveau métier : joueur de rugby. Le rugby est officiellement devenu professionnel et se heurte désormais aux difficultés inhérentes à tout corps de métier. Ainsi, désireux de faire entendre la voix des joueurs, le Montferrandais Jean-Marc Lhermet et le Toulousain Émile Ntamack ont créé le 12 février 1998 le Syndicat national des joueurs de rugby. 
Un mouvement similaire fondé fin 1994 par Philippe Saint-André, Laurent Bénézech, Laurent Cabannes et déjà Émile Ntamack n'avait pu être pérennisé faute de moyens matériels et financiers. Jean-Marc Lhermet en est président de 1998 à 2000. Les deux joueurs entourés de Rémi Trémoulet, Jean-Michel Delgado et Pascale Valleau ont ensuite passé la main à une nouvelle équipe en octobre 2000. Serge Simon, le nouveau président a réuni en comité directeur 10 puis 15 joueurs pour doter le syndicat d'un organe de réflexion et de décision. Pour la saison 2000-2001 le syndicat comptait plus de 450 adhérents. Le 8 octobre 2001, le SNJR (Syndicat national des joueurs de rugby) a changé de dénomination, pour devenir PROVALE (Union des joueurs de rugby professionnels). Cette nouvelle dénomination est signée par l'un des élus du comité directeur : Laurent Travini[réf. nécessaire].
Depuis 2004, la Ligue nationale de rugby organise, en association avec Provale et TECH XV, la cérémonie de la Nuit du rugby afin de récompenser, chaque année, les meilleurs joueurs, entraîneurs et arbitres des championnats de France professionnels de rugby à XV.
En octobre 2005, Serge Simon a été remplacé par Sylvain Deroeux, comme président du syndicat, celui-ci est remplacé par Mathieu Blin en octobre 2010. En 2012, Mathieu Blin démissionne à la suite de sa prise de fonction au SU Agen au poste d'entraîneur des avants, Serge Simon reprend alors le poste, d'abord par intérim, puis est réélu pour 2 ans. En octobre 2014, Robins Tchale-Watchou est élu président du syndicat. Il reste à la tête du bureau 10 ans avant que Malik Hamadache lui succède en mai 2024.

## Identité visuelle

Logo abandonné en 2015.
Logo de 2015 à 2018.
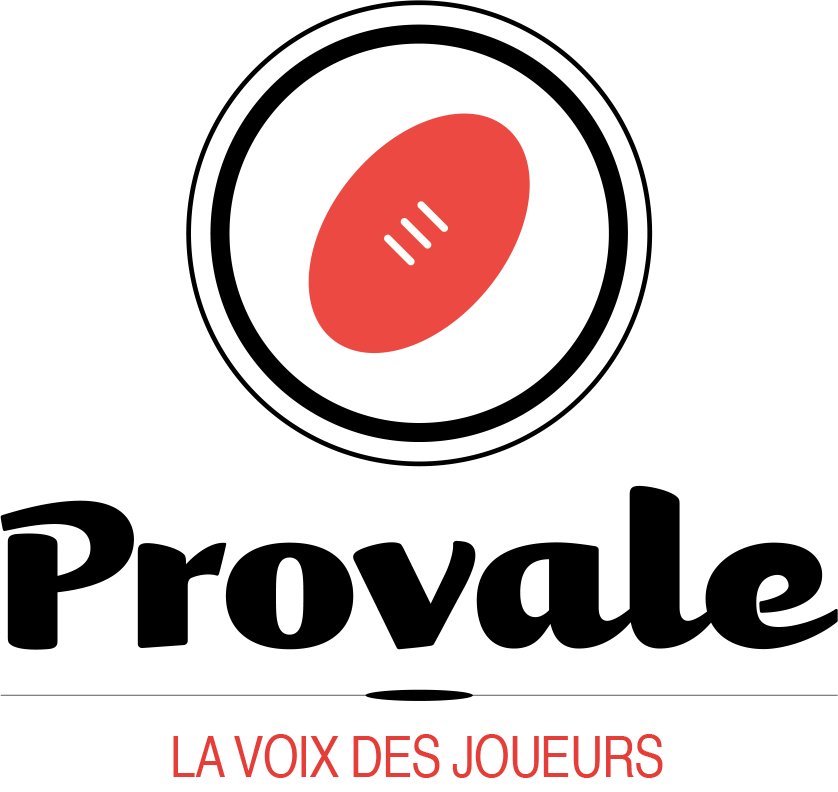
Logo instauré en 2018.

## Objectifs
Le rôle de Provale est l'étude et la défense des droits ainsi que des intérêts matériels, moraux, et économiques, tant collectifs qu'individuels des joueurs de rugby à XV salariés sous contrat exerçant leur profession sur le plan national et international. 
L'étude des questions sociales, économiques et professionnelles qui lui seront soumises et la recherche de tous moyens propres à les résoudre, dans l'intérêt des membres de cette profession.
Et généralement, par tous moyens légaux, l'amélioration des conditions collectives de travail des joueurs adhérents.
Ainsi, le Syndicat peut créer tout moyen d'information et d'étude, éditer toute publication intéressant la profession, constituer entre ses adhérents et administrés toutes institutions professionnelles ou caisses de prévoyances, de retraite et de secours mutuel.
De plus, il peut mettre en œuvre toutes actions pour la défense des intérêts professionnels, notamment auprès des groupements d'employeurs et de l'administration publique en vue de promouvoir tout texte de progrès social et faire exécuter ceux en vigueur. 
Après de longues semaines de négociations, Provale a obtenu, le  29 mars 2005, la signature de la convention collective qui encadre les « conditions de travail, de rémunération, d’emploi ainsi que les garanties sociales » des joueurs et des entraîneurs de rugby au sein des clubs français.
Les chantiers actuels du syndicat sont la mise en place de partenariats avec des entreprises afin d'assurer la reconversion des joueurs après leur carrière sportive, l'étude d'un statut des joueurs de Fédérale 1, la troisième division semi-professionnelle, et le calendrier des professionnels, actuellement très lourd et comportant peu de plages de récupération.

## Organisation
Provale possède un comité directeur d'une quinzaine de membres, qui sont élus tous les quatre ans, et est également composée de 12 salariés. Son président actuel est l'ancien joueur Robins Tchale-Watchou. Son directeur général est Gaël Arandiga du 30 juin 2007 jusqu'en juillet 2017.
Provale est représenté au comité directeur de la Fédération française de rugby, à l'assemblée générale, et au sein de diverses commissions de la Ligue nationale de rugby : sportive, médicale, centres de formation, juridique. Il compte des représentants au sein de chaque club, pour informer les joueurs, recenser les difficultés rencontrées, et servir de relais au syndicat sur le "terrain". 
Provale est aussi adhérent à la FNASS (Fédération nationale des syndicats sportifs) et à l'IRPA.

### Présidents

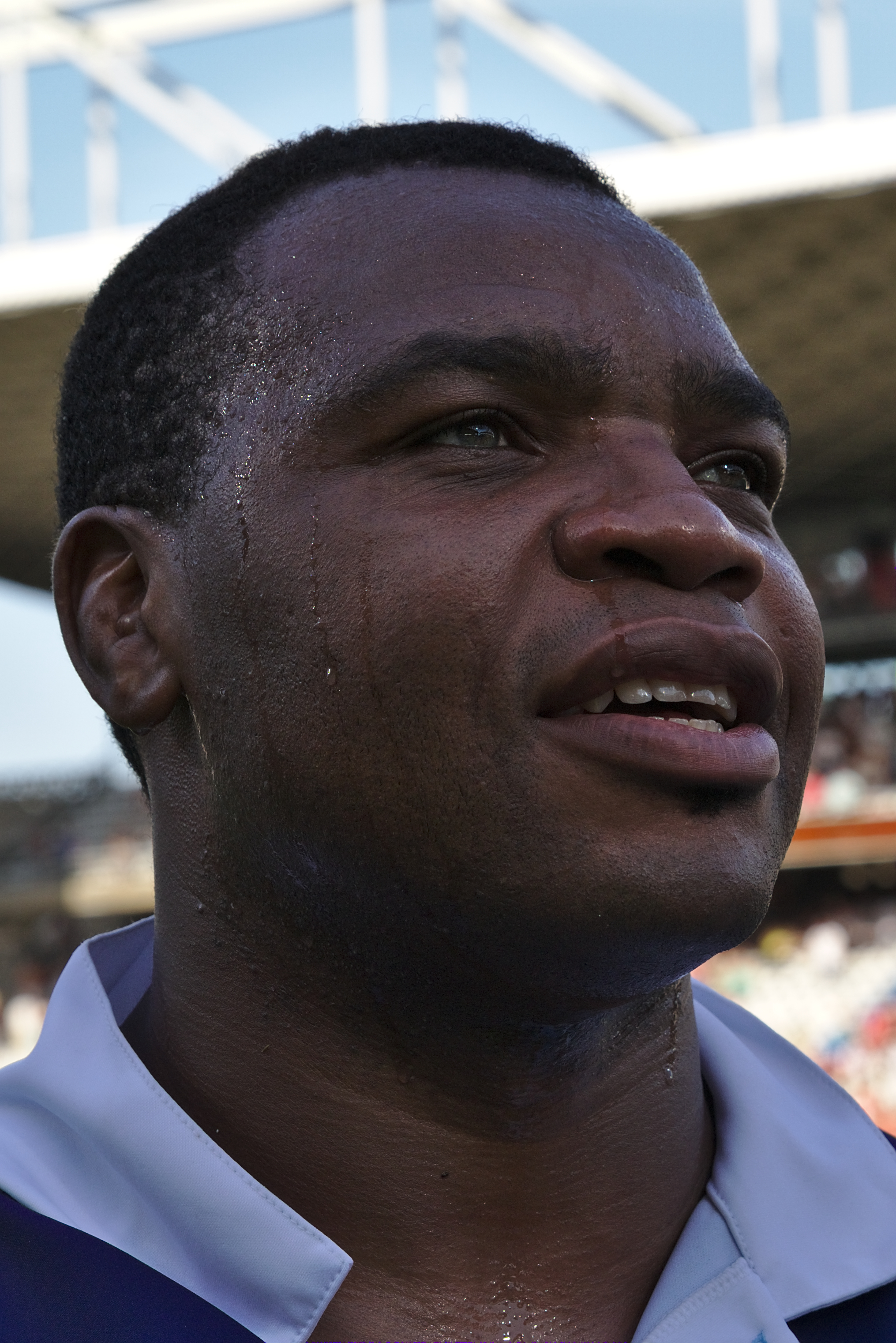
Robins Tchale-Watchou président de Provale de 2014 à 2024.

- 1998 - 2000 :  Jean-Marc Lhermet
- 2000 - 2006 :  Serge Simon
- 2006 - 2010 :  Sylvain Deroeux
- 2010 - 2012 :  Mathieu Blin
- 2012 - 2014 :  Serge Simon
- 2014 - 2024 :  Robins Tchale-Watchou
- Depuis 2024 :  Malik Hamadache

### Directeur général
- 2007 - 2017 : Gaël Arandiga
- 2017 - 2018 : Sophie Coste
- 2018 - 2021 : Laure Vitou
- Depuis 2021 : Mathieu Giudicelli

## Comité directeur

### Comité directeur élu lors de l'assemblée générale d'octobre 2002
- Président : Serge Simon
- Vice-président : Fabien Galthié

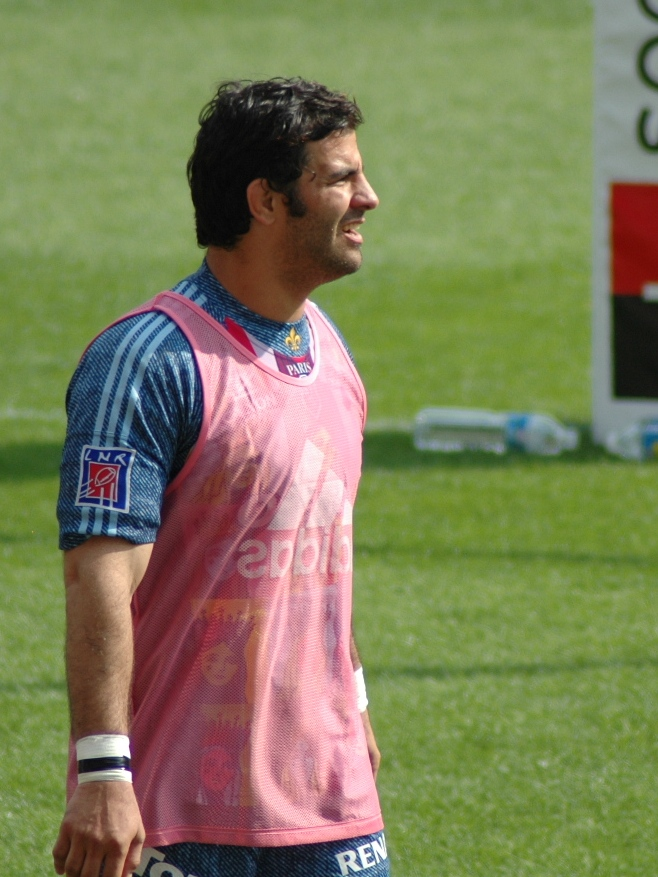
Mathieu Blin président de Provale de 2010 à 2012

- Secrétaire général : Laurent Travini
- Trésorier : Jérôme Cazalbou
- Autres membres : Fabien Pelous, Lilian Carrias, Mathieu Blin, Éric Artiguste, Marc Lièvremont, Maurice Barragué, Sylvain Deroeux, Raphaël Ibañez, Alain Lagouarde, Jérôme Gay, Thibault Mazet, Jean-François Martin-Culet, Matthieu Lazerges, Cyril Vancheri, Yannick Bru, Gaël Arandiga, François Gelez

### Comité directeur élu lors de l'assemblée générale du 9octobre 2006
- Président : Sylvain Deroeux
- 2e vice-président : Fabien Pelous
- Secrétaire : Laurent Travini
- Trésorier : Cyril Vancheri
- Autres membres : Thomas Choveau, Mathieu Blin, Matthieu Lazerges, Matthieu Laporte, Emmanuel Amapakabo, Jérôme Thion, Pierre Rabadan, Gwendal Ollivier, Marc Fiorese, Guy Jeannard, Patrice Teisseire, Jean-François Martin-Culet, Alain Lagouarde

### Comité directeur élu lors de l'assemblée générale du 15octobre 2010[2]
- Président : Mathieu Blin
- 1er vice-président : Julien Bonnaire
- 2e vice-président : Serge Simon
- Secrétaire général : Laurent Travini
- Trésorier : Cyril Vancheri
- Autres membres : Karim Ghezal, François Mounier, Matthieu Laporte, Robins Tchale-Watchou, Pierre Rabadan, Rida Jahouer, Salim Tebani, Florian Ninard, Olivier Gargallo, Antoine Bourdin, Gwendal Ollivier, Jérôme Carré, Sylvain Marconnet

### Comité directeur élu lors de l'assemblée générale du15 octobre 2012[3]
- Président : Serge Simon
- 1er vice-président : Serge Betsen
- 2e vice-président : Robins Tchale-Watchou
- Secrétaire : Laurent Travini
- Trésorier : Olivier Gargallo
- Autres membres : Pierre Rabadan, Cyril Vancheri, Karim Ghezal, Salim Tebani, Pascal Papé, David Attoub, Rida Jahouer, Franck Belot, Jérôme Carré, Vincent Deniau, Antoine Bourdin, Gwendal Ollivier et Florian Ninard.

### Comité directeur élu lors de l'assemblée générale du6 octobre 2014[4]
- Président : Robins Tchale-Watchou
- 1er vice-président : Antoine Battut
- Trésorier : Pierre Rabadan
- Trésorière-adjointe : Gaëlle Mignot
- Secrétaire générale : Safi N'Diaye
- Secrétaire général adjoint : Matthew Clarkin
- Autres membres : David Attoub, Laurent Baluc-Rittener, Olivier Caisso, Julien Candelon, Tom Ecochard et Alexandre Ricaud

En 2015, Gaëlle Mignot remplace Pierre Rabadan au poste de trésorier.

### Comité directeur élu lors de l'assemblée générale du7 janvier 2019
Initialement prévu le 24 septembre 2018 pendant son assemblée générale, l'élection du nouveau comité directeur est finalement reportée au 7 janvier 2019 après un vote des adhérents. En effet, et pour la première fois dans l'histoire de Provale, deux candidats s'opposent : Laurent Baluc-Rittener et Robins Tchale-Watchou. Après avoir été proposée au comité directeur la veille de l'assemblée générale, cette disposition est adoptée et la date de l'élection repoussée afin de permettre aux candidats de mener leur campagne.
Avant l'assemblée générale du 7 janvier, le comité directeur propose une modification statutaire visant à faire évoluer le mode d'élection du comité directeur. Le comité directeur propose de mettre en place un principe de grands électeurs se partageant un total de 58 voix (une voix pour chaque représentant de club de Top 14, Pro D2 et Élite 1, trois voix pour les capitaines des équipes de France masculine et féminine, à XV et à VII). Lors du vote des adhérents présents, ce mode de scrutin est rejeté par l'assemblée générale et l'élection se déroule donc comme précisé initialement par les statuts. C'est la liste menée par Robins Tchale-Watchou qui est élue, devançant de quelques voix la liste de Laurent Baluc-Rittener. Le nouveau comité directeur est élu pour une durée de 4 ans.
- Président : Robins Tchale-Watchou
- Trésorier : Saïd Hirèche
- Trésorier-adjoint : Malik Hamadache
- Secrétaire générale : Lénaïg Corson
- Secrétaire général adjoint : Manoël Dall'igna
- Autres membres : Arthur Coville, Guilhem Guirado, Safi N'Diaye, Louis Picamoles, Laurent Sempéré, Rabah Slimani et Jérôme Fillol

Jérôme Fillol, Rabah Slimani, Arthur Coville et Laurent Sempéré décident de se retirer à la fin de l'année 2021 en raison de profonds désaccords avec la gouvernance et la gestion humaine du président Robins Tchale-Watchou.
En février 2022, Cameron Pierce, Thomas Bordes, Jacques Boussuge et Thomas Sauveterre intégrent le comité directeur.

### Comité directeur élu lors de l'assemblée générale du30 mai 2024
L'élection du nouveau comité directeur a lieu le 30 mai 2024. Après deux mandats, le président Robins Tchale-Watchou ne peut pas se représenter. Le vice-président Malik Hamadache présente une liste composée de Lise Arricastre, Daniel Brennan, Yann David, Caroline Drouin et Wenceslas Lauret. Le talonneur de l'Union Bordeaux Bègles, Clément Maynadier, présente également une liste mais celle-ci est invalidée car un de ses colistiers n'est pas éligible. Une des conditions pour l'être est d'être adhérent depuis au moins quatre ans.
L'élection a lieu le jeudi 30 mai, en présentiel à Paris, après le refus de la direction de mettre en place un vote électronique. Ce jour-là tombe à quelques heures des demi-finales de Pro D2 de l'avant dernière journée de Top 14.
- Président : Malik Hamadache
- Vice-président : Wenceslas Lauret
- Trésorier : Daniel Brennan
- Trésorier adjoint : Yann David
- Secrétaire générale : Lise Arricastre
- Secrétaire générale adjointe : Caroline Drouin